# Кильдин
Кильди́н — остров в Баренцевом море, в 1,5 километрах от Мурманского берега Кольского полуострова. От материка отделён Кильдинским проливом.
В советские годы на острове был развёрнут воинский гарнизон в трёх населённых пунктах, численность населения на острове доходила до 15 тыс. человек, гражданского населения, кроме семей военнослужащих, не было. Все воинские части на острове были ликвидированы в период 1995—1996 гг.

## География

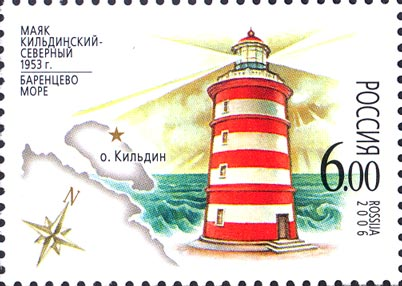
Кильдинский-Северный маяк и остров Кильдин на почтовой марке

Длина острова 17,6 км, ширина до 7 км. Поверхность — холмистое плато, высотой до 281 м, сложенное песчаниками и сланцами, круто обрывающееся на севере и западе и широкими террасами спускающееся к югу и востоку. Тундровая растительность.
На острове было три населённых пункта — Верхний Кильдин, Восточный Кильдин и Западный Кильдин.
На острове находится уникальное озеро Могильное, в котором одновременно обитают и морские, и пресноводные организмы. В озере обитает озёрная форма трески, проникшая в это озеро в то время, когда оно ещё было соединено с морем.

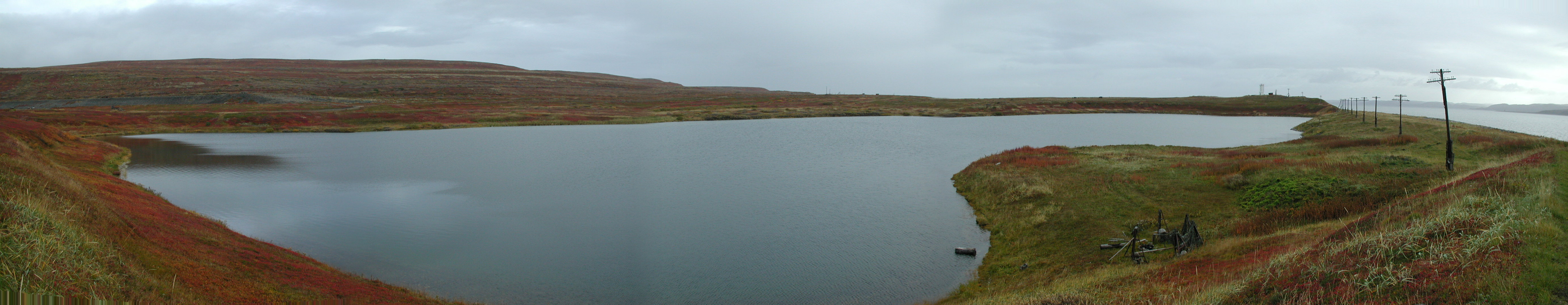
Озеро Могильное

## История освоения людьми
В XVII—XVIII веках на острове были промыслы Соловецкого монастыря.
В 1809 году, во время англо-русской войны, эти промыслы были разорены британскими моряками. После этого остров долго оставался необитаемым.
В XIX веке на Кильдине поселилась молодая пара норвежцев Эриксен; три поколения семьи Эриксен прожили на острове около 60 лет.
В начале XX века на острове под видом рыбаков обосновались социал-демократы, которые организовали там перевалочный пункт для отправки нелегальной агитационной литературы из Норвегии в Архангельск.
После 1917 года на острове образовали рыболовецкую артель, йодный завод, песцовый зверосовхоз. Однако к 1941 году гражданское население переселили с острова в разные районы Мурманской области.

### Береговой ракетный комплекс
В 1957 году на острове был размещен береговой ракетный комплекс Объект-101, парный комплексу Объект-100 в Крыму под Балаклавой. Комплекс эксплуатировал 616-й отдельный береговой ракетный полк. Укрепленный подземный комплекс мог использовать крылатые ракеты для поражения надводных целей — первоначально С-2, а с 1967 года началось перевооружение на П-35, завершившееся только к 1983 году. Комплекс прекратил свое существование в 1995 году, 616-й отдельный береговой ракетный полк был расформирован и выведен с острова Кильдин.

### Аэродром
На южной оконечности острова был построен аэродром «Остров Кильдин» (Полярный), индекс аэродрома ЬЛМИ / XLMI, со сборной железной взлётно-посадочной полосой размерностью 1800х60 метров. Аэродром в годы холодной войны использовался авиацией Северного флота в качестве оперативного аэродрома 830-го и 83-го вертолётных полков с аэродрома Североморск-2, было организовано боевое дежурство. После распада СССР аэродром на острове Кильдин был брошен. На начало 2020-х годов все аэродромные строения разрушены, ВПП частично разобрана.
В посёлке Восточный Кильдин (Могильное) некоторое время дислоцировалась эскадрилья запуска беспилотных самолётов-мишеней.

## Планы развития

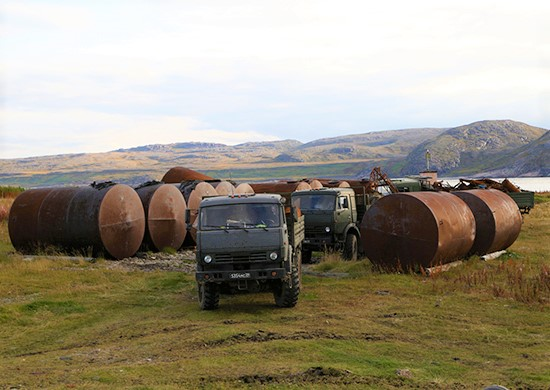
Военнослужащие Северного флота начали очистку западной части острова Кильдин в Баренцевом море

В 2019 году сообщалось, что газовая компания НОВАТЭК готовится перенести точку перевалки сжиженного природного газа с ледовых танкеров класса «Yamalmax» на обычные танкеры из Хоннингсвога в Норвегии на остров Кильдин в Мурманской области. Перевалка позволит оптимизировать использование пятнадцати танкеров этого класса, а существовавшие юридические препятствия для каботажных рейсов этих танкеров (ходящих под флагами Гонконга, Кипра, Багамских островов) между Ямалом (порт Сабетта) и Кильдином были устранены в виде исключения из правил.